# 뉴하모니 (인디애나주)

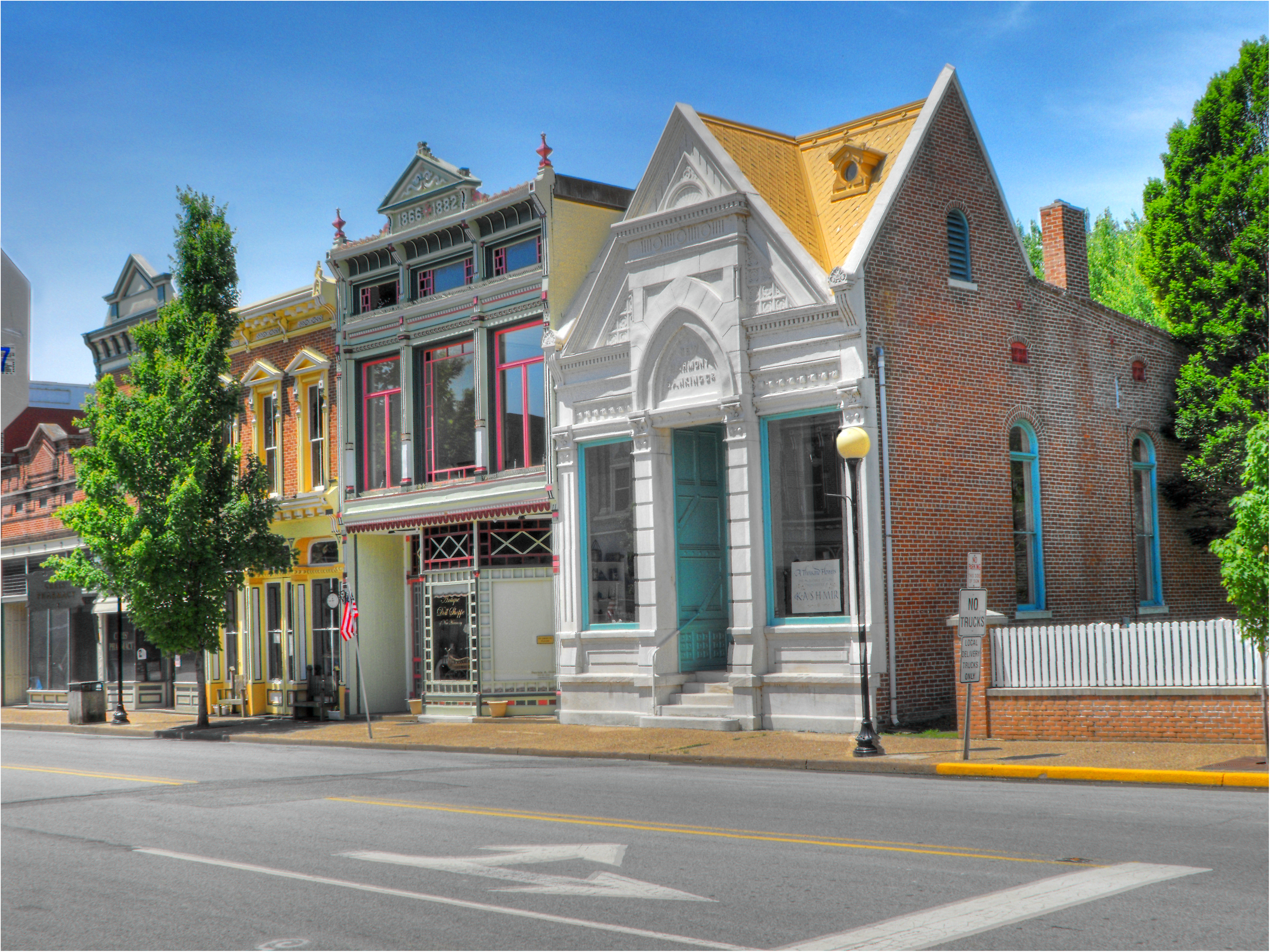

뉴하모니(New Harmony)는 미국 인디애나주 포지군 하모니 타운십의 워배시강에 위치한 역사적 도시이다. 군청소재지인 버논산으로부터 북쪽으로 24킬로미터 떨어진 곳에 위치해 있으며 에반스빌 메트로폴리턴 에어리어의 일부이다. 이 도시의 인구 수는 2010년 인구 조사 기준으로 총 789명이다. 이곳은 공상적 사회주의자 로버트 오웬이 그의 실험을 한 곳으로 알려져 있다.
1814년 급진적 경건주의의 영향을 받은 하모니 소사이어티에 의해 세워졌으며 최초의 지명은 하모니(Harmony)였다.

## 인구
| 인구조사              | 인구  | Note  | %±     |
| --------------------- | ----- | ----- | ------ |
| 1860년                | 825   |       | —      |
| 1870년                | 836   |       | 1.3%   |
| 1880년                | 1,095 |       | 31.0%  |
| 1890년                | 1,197 |       | 9.3%   |
| 1900년                | 1,341 |       | 12.0%  |
| 1910년                | 1,229 |       | −8.4%  |
| 1920년                | 1,126 |       | −8.4%  |
| 1930년                | 1,022 |       | −9.2%  |
| 1940년                | 1,390 |       | 36.0%  |
| 1950년                | 1,360 |       | −2.2%  |
| 1960년                | 1,121 |       | −17.6% |
| 1970년                | 971   |       | −13.4% |
| 1980년                | 945   |       | −2.7%  |
| 1990년                | 846   |       | −10.5% |
| 2000년                | 916   |       | 8.3%   |
| 2010년                | 789   |       | −13.9% |
| 2019 (추산)           | 753   | [ 2 ] | −4.6%  |
| U.S. Decennial Census |       |       |        |